# 1924 au cinéma
| Années du cinéma : 1921 - 1922 - 1923 - 1924 - 1925 - 1926 - 1927    |
| Décennies du cinéma : 1890 - 1900 - 1910 - 1920 - 1930 - 1940 - 1950 |

Cet article présente les faits marquants de l'année 1924 au cinéma.

## Événements
- 17 mai : Fondation de la Metro-Goldwyn-Mayer Corporation.
- L'Inhumaine de Marcel L'Herbier rassemble toutes les disciplines artistiques d'avant-garde.
- New York compte 578 salles de cinéma pouvant accueillir 428 926 spectateurs.

## Principaux films de l'année
- Aelita, film soviétique de science-fiction — sortie le 25 septembre.
- Alice's Day at Sea, premier dessin animé de la série Alice in Cartoonland, de Walt Disney.
- Anthony and Cleopatra, film américain de Bryan Foy — sortie le 3 novembre.
- Au centre de l’Amérique du Sud inconnue, documentaire sur les Indiens de Robert de Wavrin.
- L'Hirondelle et la Mésange d'André Antoine, pour une séance exceptionnelle au Colisée — sortie le 5 juin.
- La congiura di San Marco, film muet italien de Domenico Gaido — sortie le 30 novembre.
- La Croisière du Navigator, film américain de et avec Buster Keaton — sortie le 13 octobre.
- La Légende de Gösta Berling, de Mauritz Stiller avec Greta Garbo — sortie le 10 mars.
- Le Cheval de fer, fresque historique américaine de John Ford.
- Le Dernier des hommes, film muet expressionniste allemand de Friedrich Wilhelm Murnau, avec Emil Jannings dans le rôle-titre — première le 23 décembre au Ufa-Palast am Zoo.
- Le Miracle des loups de Raymond Bernard avec Charles Dullin.
- Le Voleur de Bagdad, film américain de Raoul Walsh avec Douglas Fairbanks.
- Les Rapaces d'Erich von Stroheim, présenté en avant-première à New York, sort le 4 décembre.
- Peter Stuyvesant, film américain de Frank Tuttle — sortie le 24 février.
- Salammbô (Der Kampf um Karthago) de Pierre Marodon.
- Sherlock Junior de Buster Keaton — sortie le 21 avril.
- Taras Bulba, film muet allemand de Vladimir Strijevsky.
- The Pilgrims de Edwin L. Hollywood — sortie le 18 mai.

## Principales naissances
- 16 janvier : Katy Jurado, actrice mexicaine († 5 juillet 2002).
- 30 janvier : Dorothy Malone, actrice américaine († 19 janvier 2018).
- 31 janvier : Tenguiz Abouladze, cinéaste géorgien († 6 mars 1994).
- 23 février : Claude Sautet, cinéaste français († 22 juillet 2000).
- 8 mars : René Allio, cinéaste français († 27 mars 1995).
- 3 avril : Marlon Brando, acteur américain († 1er juillet 2004).
- 22 mai : Charles Aznavour, acteur et chanteur français († 1er octobre 2018).
- 16 août : Fess Parker, acteur américain († 18 mars 2010).
- 13 juillet : Michel Constantin, acteur français († 29 août 2003).
- 12 septembre : Jean Le Poulain, comédien et metteur en scène français († 1er mars 1988).
- 13 septembre : Scott Brady, acteur américain († 16 avril 1985).
- 16 septembre : Lauren Bacall (Betty Joan Perske, dite), actrice américaine († 12 août 2014).
- 23 septembre : Jean Piat, comédien français († 18 septembre 2018).
- 16 octobre : Jacques Legras, acteur français († 15 mars 2006).
- 30 octobre : Jean-Michel Charlier, cinéaste et scénariste de bandes dessinées belges († 10 juillet 1989).
- 1er novembre : Colette Renard, chanteuse et comédienne française († 6 octobre 2010).
- 2 décembre : Jimmy Sangster, scénariste et réalisateur britannique († 19 août 2011).
- 4 décembre : Jacques Thébault, acteur français de doublage († 15 juillet 2015).
- 14 décembre : Raj Kapoor, réalisateur et acteur indien († 3 juin 1988).

## Principaux décès
- 22 mars : Louis Delluc, cinéaste français (° 14 octobre 1890).
- 22 avril : Eleonora Duse, actrice italienne (° 3 octobre 1858).